# 軽食

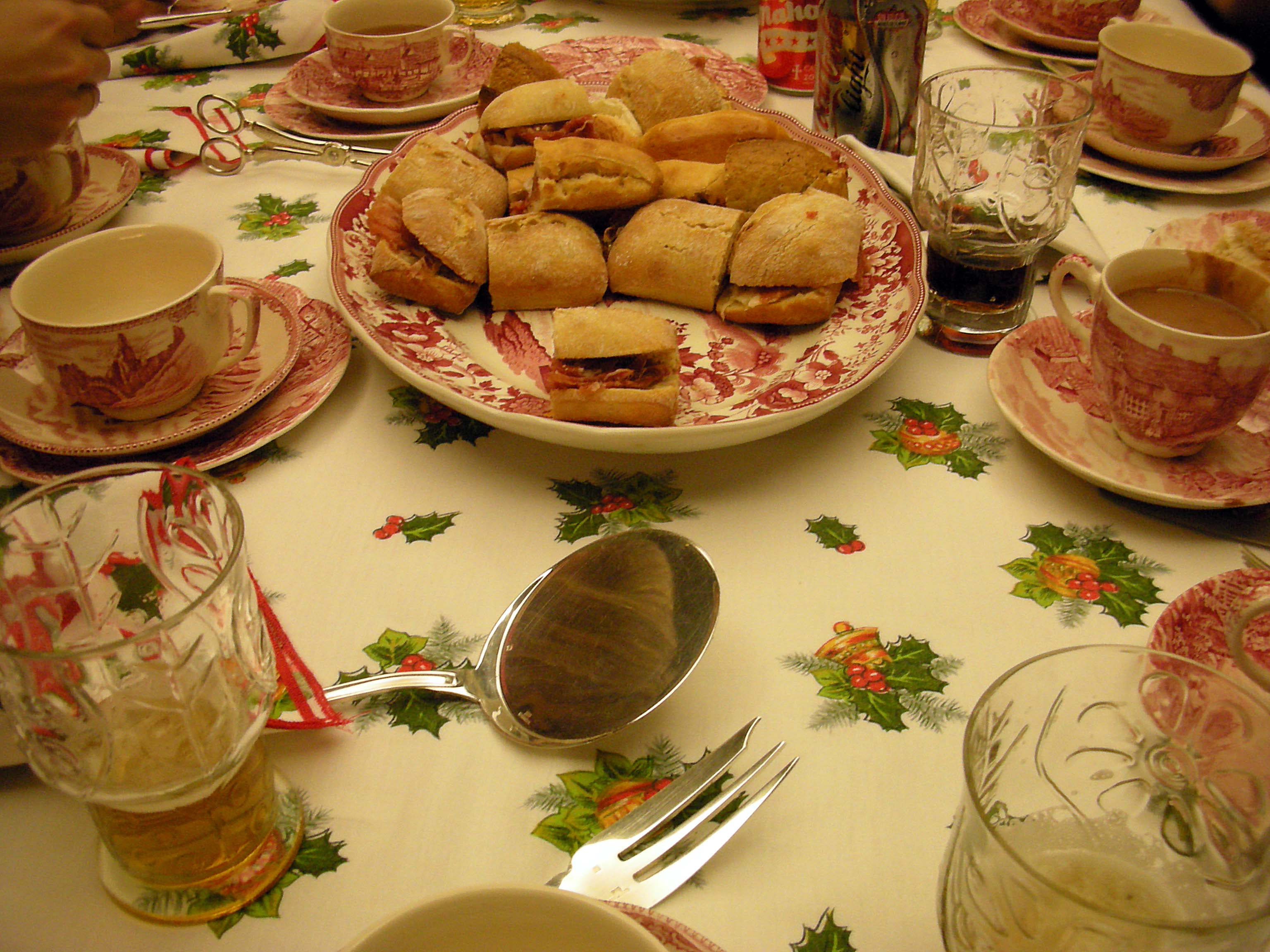
南ヨーロッパの典型的なメリエンダ(merienda)

軽食（けいしょく）とは、手間をかけず短時間で食べることが出来る食事のことである。

## 概要
英語ではスナック（英: Snack）というが、和製英語の範疇における「スナック」は幾つかの含意がある。
またおやつないし間食も、空腹感を手っ取り早く解消するために定期的な食事以外に適時食べられるという性質から、軽食の一形態だとも見なすことが出来る。
欧米ではサンドイッチやハンバーガーが、日本ではおにぎりや巻き寿司・饅頭などが軽食の範疇と言える。
中国や台湾では点心と称し、茶請けとして食べる軽食や、小振りの麺類などの軽食類が数多くある。
短時間に簡単に調理して食べることが出来るように特化した食品が、いわゆるインスタント食品であり、インスタント食品はしばしば「スナックフード」とも呼ばれる。
菓子の中にも比較的ボリューム感に特化したジャンルがあり、スナック菓子と呼ばれる。

## 軽食の文化

### フランスのグーテ
フランスのグーテ（仏: Goûter）は子どもが午後4時頃に食べる習慣からキャトルール（quatre heures）とも呼ばれる。
伝統的にパンやクラッカーにジャムやヌテラ、チョコレートを挟んだ物をいう。

### フランスのカスクルート
フランス語に「(硬い)パンの皮（croûte）を割る（casser）」というカスクルート、カスクート（casse-croûte,  casse-croute）という語がある。元は歯のない老人用のパンの皮を挽く道具を指す語として使用されていたが、19世紀末以来、ヨーロッパのフランス語では、労働者が休憩中にとる簡単な食事を指す語である。そこから軽食やサンドイッチを指す語となっている。 
この語は、1922年からビスキュイテリエ・ナンテーズ社 (Bisucuiterie Nantaise)のビスケットにも使用され、「Casse-CroûteBN」や、単に「BN」と呼ばれている。
ケベックフランス語では、 casse-crouteという語は軽食を提供するレストランを指す。そこから英語のsnack-bar (カウンターで直接提供する形式で簡単な料理を迅速に提供し、客が食べたり持ち帰ったり出来る) の同義語としてもこの語は用いられている。

### 中国料理の点心
中国料理の宴席料理では前菜、スープ、大菜、麺・ご飯類、点心の順に料理が運ばれる。このうち点心を中国茶とともに食べる食事様式を独自の発展を遂げた広東省では飲茶という。
点心には飯・麺・粉などからなる塩味の味付けの鹹点心と、菓子やデザートなど甘味の味付けの甜点心がある。

### 南欧のメリエンダ
スペインをはじめとする南欧や、南欧諸国に植民地統治をされていたラテンアメリカやフィリピンなどでは、メリエンダと呼ばれる軽食を摂る習慣がある。詳細はメリエンダの記事を参照されたい。

## 軽食を提供する業態
古くから軽食を提供する業態としては屋台や露店などの、その場で調理して紙などで包装して提供する業態が見られる。こうしたものは、ホットドッグやフライドポテト、フィッシュアンドチップスやケバブなど枚挙に暇がなく、祭などでは、こういった屋台が軒を連ねるが、その一方で公園や辻などでもこういった屋台は世界各地に見られる。
いわゆるファーストフードを提供するチェーン店などは、軽食を提供する店の最たるものである。また喫茶店などでは、コーヒー・紅茶・ソフトドリンクやジュース（または清涼飲料水）などの飲料の他に軽食を提供するのが一般的で、特に喫茶店向けの問屋では、それら喫茶店向けに調理が途中まで済んでいる冷凍食品を冷凍ケーキ類と共に販売している。
交通の上では遠隔地の目的地に到着するまでに何度かの食事を摂ることもあるが、そういったドライバーや乗客などに食事を提供するため、ドライブインの他に、高速道路のサービスエリアないしパーキングエリアには軽食堂が設置されており、これらはスナックコーナーともいう。なお、自動販売機でも軽食を提供するものがあり、1970年に登場した電子レンジを内蔵して冷凍されたハンバーガーを温めて提供するものをはじめ、様々な自動販売機を並べて無人化した休憩所・パーキングエリアもみられる。カップ麺などでは湯を注ぐ機構を備えた自動販売機が見られる。
このほか、ファミリーレストランも通常の食事以外に対応した量の少ない軽食メニューも取り揃えている。これらは軽食として以外にも、大食漢向けにはメインとなるメニューのサイドメニューとして、場合によっては食べる量の少ない高齢者や幼児向けのメニューとしても利用される。
なお、コンビニエンスストアでは取扱商品は多岐に渡るが、その中には弁当のほか加工食品や菓子類と並んでスナックフード類も充実しており、サンドイッチやおにぎりなどの定番メニューの他にも、店内の電子レンジでそのまま温めて食べられるプラスチックフィルムに包装された軽食メニューも多い。
日本では、かつていわゆる駄菓子屋で軽食を提供している店もあったが、もはや駄菓子屋という業態の店そのものが少なくなってしまった。しかし、西日本地域では、お好み焼き専門の小さな店やたこ焼き専門店などでは、一般的な軽食として市民に親しまれているほか、惣菜としても利用される。肉屋ではコロッケなどを揚げる店もあるが、こういった惣菜もしばしば簡便な軽食として食べられることもある。